# Lixophaga jennei
Lixophaga jennei là một loài ruồi trong họ Tachinidae.